# Eppenroder Hochfläche
Die Eppenroder Hochfläche ist eine randliche Hochfläche im Süden des Westerwalds, die zu ca. 45 % im Westerwaldkreis liegt, während der Rest dem Rhein-Lahn-Kreis angehört. Naturräumlich wird sie als Unternaturraum 324.04 des Niederwesterwalds geführt.

## Lage und Grenzen

### Ortschaften
Die Ortschaften des Gebiets teilen sich wie folgt auf Ortschaften drei Verbandsgemeinden auf
- Verbandsgemeinde Diez
  - Charlottenberg
  - Eppenrod
  - Hambach
  - Hirschberg
  - Holzappel
  - Horhausen
- Verbandsgemeinde Montabaur
  - Görgeshausen
  - Heilberscheid
  - Nentershausen
  - Nomborn
- Verbandsgemeinde Wallmerod
  - Obererbach (ganz im Norden)

### Straßen
Der nördliche Bereich der Eppenroder Hochfläche wird von der Bundesautobahn A3 durchquert. In diesem Abschnitt liegt die Anschlussstelle Diez (Nr. 41) zwischen Nentershausen und Görgeshausen. Am östlichen Rand des Naturraums beginnt zudem die 8 km lange Gefällstrecke des Elzer Bergs, deren markanter Verlauf jedoch hauptsächlich im benachbarten Naturraum des Limburger Beckens liegt.
Die Bundesstraße 417 ist eine weitere überregionale Verkehrsachse im Naturraum. Sie verbindet die Städte Diez und Nassau und verläuft in südöstlicher Richtung durch den Naturraum. Dabei führt sie direkt durch die Ortslagen von Hirschberg und Holzappel.

### Naturräume
Die Hochfläche liegt im südöstlichen Bereich des Niederwesterwalds und grenzt neben weiteren Teilgebieten dieser Landschaft über ausgedehnte Strecken an den Gießen-Koblenzer Lahntalraum. Folgende benachbarte Naturräume umgeben das Gebiet:
- Westerwald (32)
  - Niederwesterwald (324)
    - Montabaurer Senke (324.2)
    - Hochfläche von Welschneudorf (324.02)
    - Gelbachtal (324.03)
- Gießen-Koblenzer-Lahntal (31)
  - Limburger Becken (311)
    - Limburger Lahntalweitung (311.13)

  - Unteres Lahntal (310)
    - Balduinsteiner Lahntal (310.0)

## Landschaft
Die Eppenroder Hochfläche weist ein welliges Relief auf und fällt von etwa 300 m ü. NN im Westen auf rund 200 m ü. NN im Osten ab. Die höchste Erhebung ist der Höchst mit 444 m ü. NN, der sich zwischen Hirschberg und Holzappel in der Nähe des Herthasees befindet. Eine Wasserscheide verläuft zwischen Hirschberg und Nentershausen. Das Gebiet wird vorwiegend von kleineren Bächen durchzogen, die nach Osten zum Gelbach, westlich direkt zur Lahn und nördlich zum Erbach hin entwässern.
Die Fläche ist etwa zur Hälfte von Wald und zur Hälfte von Offenland bedeckt, wobei überwiegend naturnahe Laubwälder vorkommen. Der Wechsel zwischen bewaldeten und offenen Bereichen prägt das Landschaftsbild und macht die Hochfläche zu einer klassischen Mosaiklandschaft.